# 기린자리 베타
기린자리 베타(Beta Camelopardalis)는 기린자리에서 가장 밝은 별로, 겉보기등급이 +4.02이기 때문에 맨눈으로 흐리게 볼 수 있다. 기린자리 베타의 연주시차는 3.74 밀리초각이며, 이를 토대로 계산하면 지구와 기린자리 베타의 거리는 약 870 광년이 된다. 기린자리 베타에는 반성 2개가 딸려 있지만, 쌍성은 아니라고 추정되고 있다.

## 성질
기린자리 베타는 G형 초거성으로, 항성분류는 G1 Ib–IIa이다. 나이는 6000만 살로 추정되며, 자전 속도는 11.7 km/s로 이 정도 진화단계에 있는 별 치고는 매우 빠르다. 이 때문에, 기린자리 베타에 뜨거운 목성이 있다는 이론이 제기되기도 하였다. 색등급도에서 기린자리 베타와 비슷한 위치에 있는 별들은 불안정해 세페이드 변광성이 되지만, 기린자리 베타는 변광성이 아니며, 기껏해야 수십 일 간격으로 진동이 나타나는 것 뿐이다. 왜 별이 상당히 안정적으로 유지되는지는 밝혀지지 않았다.
기린자리 베타의 질량은 6.5 M☉이며, 크기는 태양의 58배로 태양과 지구 사이의 3분의 1 정도이다. 밝기는 1,592 L☉이고, 광구의 유효온도는 약 5,300 K이다.
1967년 항공기로 유성을 관측하던 중 기린자리 베타가 약 0.25초 동안 급격히 밝아졌던 현상이 관측되었었다. 이 현상은, 기린자리 베타가 엑스선을 방출한다는 사실과 연관하여, 자기력선의 영향으로 인해 초거대 플레어를 방출했던 것이라고 추정되고 있다.
기린자리 베타의 겉보기등급은 4.02이며 이를 통해 계산한 절대등급은 -3.1이지만, 기린자리 베타의 위치가 은하수와 가깝기 때문에 우주진에 의해 원래 밝기보다 지구에서 보이는 밝기가 15% 정도 감소하였다고 추정되고 있다.

## 반성
기린자리 베타에는 반성이 2개 있다. 하나는 7등급 A5형 별로 84 각초만큼 떨어져 있으며, 다른 하나는 12등급 F형 별로 15 각초만큼 떨어져 있다. 두 반성은 기린자리 베타로부터 약 25,000 AU 떨어져 있으며, 공전 주기는 백만 년 이상이다. 이 이외에는 반성에 관해 밝혀진 사실이 없다.